# Pasta all'ortolana
La pasta all'ortolana è piatto tipico italiano a base di pasta e verdure che possono essere carote, cipolle, porri, zucchine, sedano, peperoni, pomodori e melanzane o con mozzarella. La si prepara facendo soffriggere della verdura nell'olio e combinandola con la pasta.

## Alimenti simili
- La simile pasta primavera del Nord America è stata inventata negli anni settanta e contiene burro, formaggio e panna oltre alle verdure.